# Petrus Noræus Fjellström
Petrus Noræus Fjellström, född 4 oktober 1657 i Silbojokks församling, död 15 maj 1706 i Silbojokks församling, var en svensk präst.

## Biografi
Petrus Noræus Fjellström föddes 1657 i Silbojokks församling. Han var son till kyrkoherden Ericus Noræus. Noræus Fjellström blev student vid Uppsala universitet den 31 mars 1677. I ett konsistorieprotokoll från 22 augusti 1678 framgår det att ”lappen” Petrus Noræus bad om ytterligare stöd eftersom han inte kunde försörja sig på det stipendium han erhållit. Universitetskanslern ansåg det både rimligt och nödvändigt att bistå honom för att han i framtiden skulle kunna bygga upp församlingen på orten, och beviljade honom därför ännu ett stipendium. Han prästvigdes år 1682 till adjunkt hos sin far och blev efter faderns död hans efterträdare som kyrkoherde i Silbojokks församling 1697. Han introducerades formellt den 29 januari 1698. Noræus Fjellström avled 1706.

### Missionsarbete
Petrus var liksom sin far aktiv i missionsarbetet bland samerna och arbetade målmedvetet med att motverka traditionella samiska religiösa sedvänjor. Hans iver gick dock ofta över i stränghet. I ett brev daterat Piteå den 24 november 1686 beskrev han en fjällresa som han företagit i egenskap av faderns medhjälpare. Under färden tillsammans med tre samer – däribland en länsman och en fjärdingsman – hade han lokaliserat en same vid namn Erik Eskilsson från Umeå landsförsamling, som han misstänkte för att utöva hedendom. Då Eskilsson inte ville avsäga sig sin tro, förstörde Petrus hans altare och tog med sig hans spåtrumma. Vid återfärden blev Petrus överfallen av Eskilsson och två andra, som med våld återtog spåtrumman. I samma brev berättar han även om en annan same, Anund Thorsson från Turpenjaur, som öppet deklarerade att han aldrig skulle överge sina förfäders tro. Petrus avslutade sitt brev med orden: ”Få nu dessa två förhärdade människor mer lefva, så må ej någon präst vara ibland lapparne mera eller något Guds ord, ty dessa förvilla de andra; vore därför önskeligt att ogräset måtte rensas förr än skördetiden kommer.”
Vid februaritinget 1687 rannsakades Erik Eskilsson och dömdes till höga böter. Året därpå lovade han inför nämnd och närvarande präster att överge sin tro på de gamla gudarna. Ett strängare öde drabbade dock Lars Nilsson i Norrvästerbyn, som för sin vägran att lämna sin gamla tro dömdes till döden. Efter att ha fått kristlig beredelse av Fjellström, avrättades han våren 1693.

### Familj
Petrus gifte sig den 12 mars 1683 med Agatha Læstadia (född 1667–1748), dotter till kyrkoherden Johan Læstadius i samma församling. De fick tillsammans barnen Barbro Fjellström (född 1684), som var gift först med Per Byskman och därefter med tingstolken Erik Persson Sorsell, död i Piteå 1759, Anna Fjellström (född 1685), som var gift med skepparen Hans Larsson Wagnberg i Norge, Justina Fjellström (född 1686), som var gift först med en Sandberg och därefter med Henric Blommendahl, sergeant och senare sadelmakare i Gamlakarleby, Eric Fjellström (född 1688), befallningsman på Gotland och i livet ännu 1748, Agatha Fjellström (född omkring 1690), som var gift med Gabriel Calamnius, korpral vid Åbo läns kavalleri och senare landsfiskal i Kalajoki, Maria Fjellström (född omkring 1692), som var gift med skepparen Christian Hansson i Trondheim, Ulrika Fjellström (född 1694), som var gift med inspektorn Per Lindroth, död 1758 på Charlottenborg vid Motala, Sophia Fjellström (född 1695), som var gift med fiskaren Jöns Hansson i Norge, kyrkoherden Pehr Fjellström (född 1697) i Lycksele församling, kyrkoherden Carl Fjellström (född 1698) i Själevads församling, Johan Fjellström (född 1699), medicine doktor, amiralitetsmedikus och assessor, död 1760, Eva Fjellström (född 1703), som var gift med borgaren Joseph Calamnius i Gamlakarleby, samt Margareta Fjellström, som var gift med Carl Tilé, mönsterskrivare vid Österbottens regemente. Fem barn dog i yngre år.